# Tomasz Sommer
Tomasz Krzysztof Sommer (ur. 16 października 1972 w Puławach) – polski dziennikarz i wydawca, redaktor naczelny i współwłaściciel tygodnika konserwatywno-liberalnego „Najwyższy CZAS!”, doktor nauk społecznych.

## Życiorys
Jest absolwentem LX LO im. Wojciecha Górskiego w Warszawie. Studia magisterskie odbył w Instytucie Dziennikarstwa Wydziału Dziennikarstwa i Nauk Politycznych Uniwersytetu Warszawskiego, studia doktoranckie w Szkole Nauk Społecznych przy Instytucie Filozofii i Socjologii PAN. W 2006 uzyskał w IFiS PAN doktorat z socjologii na podstawie rozprawy doktorskiej pod tytułem Sposoby usprawiedliwiania podatków w świetle ideologii praw człowieka. Jego promotorem była prof. Jadwiga Staniszkis, a recenzentami prof. Aniela Dylus i prof. Marcin Król.
Pracę dziennikarską rozpoczął jeszcze przed podjęciem studiów – pisał wtedy dla działu stołecznego „Expressu Wieczornego”. Później pracował kolejno dla Tygodnika Akademickiego „Auditorium”, dzienników „Nowy Świat” i „Życie”. W 1995 związał się z Oficyną Konserwatystów i Liberałów Janusza Korwin-Mikkego. Zaczął pisać dla tygodników „Najwyższy CZAS!”, „Najwyższy CZAS!-Bis” i „Lux”. Od 1996. był redaktorem naczelnym pisma „Lux”, które jednak w połowie tego roku przestało być wydawane. Od 1996 podjął stałą pracę w tygodniku „Najwyższy CZAS!”, pełniąc w nim funkcję zastępcy redaktora naczelnego (w latach 1996–1999 oraz 2004–2007) i redaktora naczelnego (1999–2003 oraz od 2007). Równocześnie w latach 1996–2002 był reporterem działu zagranicznego w „Super Expressie”. W marcu 2002 założył z Markiem Skalskim, Maciejem Sołdanem i Radosławem Watrasem spółkę 3S Media Sp. z o.o., która rozpoczęła wydawanie sportowego miesięcznika dla młodzieży „GIGA Sport”. W 2004 spółka rozpoczęła wydawanie edycji niemieckiej tego miesięcznika „GIGA Sport – Deutschland”, której redaktorem naczelnym został Tomasz Sommer. Od 2006 spółka wydaje serię Biblioteka Wolności, liczącą 105 tytułów do 2025, w której obok Sommera publikowali wielokrotnie m.in. Tadeusz M. Płużański, Stanisław Michalkiewicz, Janusz Korwin-Mikke, Grzegorz Braun i Marek Jan Chodakiewicz. W 2007 Tomasz Sommer wraz ze wspólnikami przejął tygodnik „Najwyższy CZAS!”. Współprowadził program Ja Panu nie przerywałem w Superstacji. W 2011 został udziałowcem w firmie Sentret, której prezes Jan Piński wydał trzy numery tygodnika „Wręcz Przeciwnie”, założonego w opozycji do „Wprost”.
Oprócz działalności dziennikarskiej Tomasz Sommer był organizatorem międzynarodowych tzw. konferencji eurosceptycznych w latach 2001, 2002 i 2004, w których jako główny mówca brał udział Władimir Bukowski.
Od 2005 jest wiceprezesem Instytutu Globalizacji wolnorynkowego think-tanku z siedzibą w Gliwicach.
Tomasz Sommer jest także alpinistą: w latach 1993–2007 brał udział w wyprawach w różne pasma górskie, głównie Azji Środkowej. W 2007 brał udział w nieudanej próbie pierwszego polskiego wejścia na Kongur Tagh w paśmie Kunlun (7719 m n.p.m.) będącej oficjalną ekspedycją Polskiego Związku Alpinizmu.
W 2009 kandydował bez powodzenia z pierwszego miejsca na liście KW Libertas w wyborach do Parlamentu Europejskiego w okręgu wyborczym Gdańsk, uzyskując 0,29% głosów w skali województwa (1408 głosów). W 2010 związał się z Wolnością i Praworządnością. Był pełnomocnikiem wyborczym Ruchu Wyborców Janusza Korwin-Mikke w wyborach samorządowych w tym samym roku i otwierał listę komitetu w wyborach do rady Warszawy, jednak RW JKM nie uzyskał mandatów w radzie. W wyborach parlamentarnych w 2011 startował do Sejmu z pierwszego miejsca na liście Kongresu Nowej Prawicy w okręgu wyborczym Siedlce, zdobywając 2652 głosy. W lutym 2014 został rzecznikiem prasowym tej partii. Zasiadał także w jej zarządzie. W styczniu 2015, po odwołaniu Janusza Korwin-Mikkego z funkcji prezesa KNP, podał się do dymisji. Związał się potem z założoną przez Janusza Korwin-Mikkego partią KORWiN, został rzecznikiem jej sztabu przed wyborami parlamentarnymi w 2015 (w wyborach tych kandydował także do Sejmu).
W grudniu 2013 został pracownikiem naukowym Institute of World Politics w Waszyngtonie.

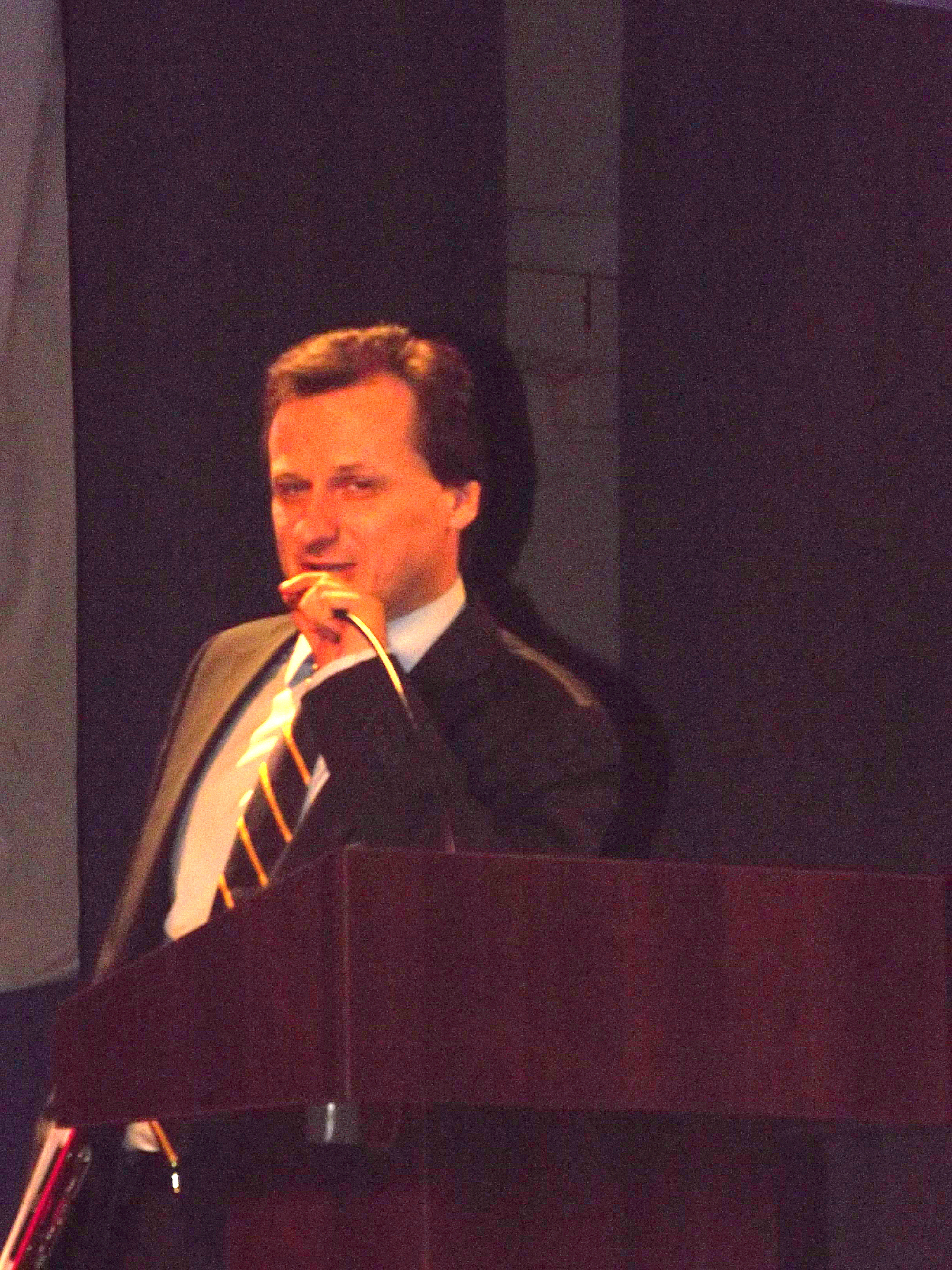
Tomasz Sommer na II Kongresie Nowej Prawicy 23 marca 2014 w Sali Kongresowej w Warszawie (jako prowadzący)

## Publikacje książkowe
- Poza Unią jest życie, Arwil, Warszawa 2004 (wraz z Miłoszem Marczukiem)
- Czy można usprawiedliwić podatki?, 3SMedia, Warszawa 2006
- Korwin – wolnościowiec z misją, 3SMedia, Warszawa 2009
- Michalkiewicz – nie bójcie się prawdy, 3SMedia, Warszawa 2009
- Absurdy Unii Europejskiej, Vesper, Poznań 2009
- Rozstrzelać Polaków. Ludobójstwo Polaków w Związku Sowieckim – dokumenty z centrali, 3SMedia, Warszawa 2010 (opracowanie i tłumaczenie)
- Wolniewicz – zdanie własne, 3SMedia, Warszawa 2010
- Michalkiewicz – wariant rozbiorowy, 3SMedia, Warszawa 2011
- X. Małkowski – krzyż, 3SMedia, Warszawa 2012 (wraz z Rafałem Pazio)
- Dzieci operacji polskiej mówią. 45 relacji świadków sowieckiego ludobójstwa z lat 1937–1938, 3SMedia, Warszawa 2013 (opracowanie)
- Michalkiewicz – antypolonizm, 3SMedia, Warszawa 2014
- Operacja antypolska NKWD 1937–1938. Geneza i przebieg ludobójstwa popełnionego na Polakach w Związku Sowieckim (monografia), 3SMedia, Warszawa 2014
- Jedwabne. Historia prawdziwa, 3SMedia, Warszawa 2021